# Chaetoceras diversipennis
Chaetoceras diversipennis är en fjärilsart som beskrevs av W. Warren 1896. Chaetoceras diversipennis ingår i släktet Chaetoceras och familjen Uraniidae. Inga underarter finns listade i Catalogue of Life.